# Progowanie obrazu

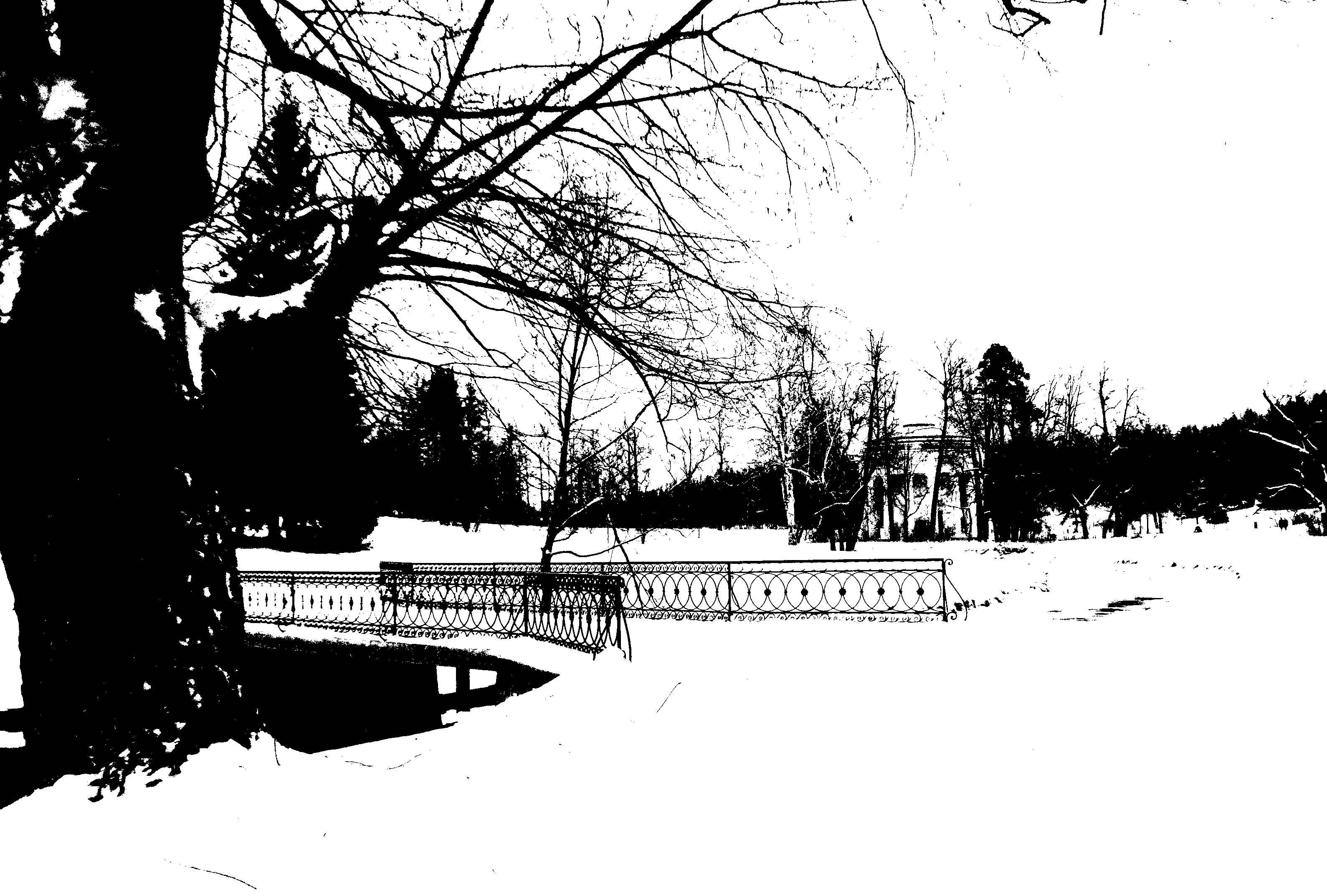
Przykład obrazu binarnego powstałego w wyniku progowania

Progowanie (ang. thresholding) – metoda uzyskiwania obrazu binarnego na podstawie obrazu kolorowego lub w odcieniach szarości. Polega na wyznaczeniu dla danego obrazu progu jasności, a następnie piksele jaśniejsze od wyznaczonego progu otrzymują jedną wartość, a ciemniejsze drugą. Częstym zastosowaniem progowania jest oddzielenie obiektów pierwszoplanowych od tła.

## Progowanie globalne i lokalne
Progowanie globalne polega na wyznaczeniu jednego progu jasności dla całego obrazu. W przypadku progowania lokalnego, dla każdego piksela obrazu wejściowego wyznacza się inny próg. Progowanie globalne jest szybsze, jednak w niektórych przypadkach może dawać słabe rezultaty (np. dla zdjęć nierówno oświetlonych obiektów).

## Techniki progowania
W celu dokonania progowania często używa się metod opartych na analizie histogramu. Metody te można podzielić na metody statystyczne oraz metody oparte na kształcie. Metody statystyczne opierają się na obliczaniu takich wartości jak średnia arytmetyczna, wariancja czy entropia. Metody oparte na kształcie analizują rozkład histogramu, poszukując ekstremów.
Przykładem metody wykorzystującej statystyczną analizę histogramu jest metoda Otsu. Metoda ta polega na sprawdzeniu wszystkich możliwych progów i wyborze takiego, aby wariancja wewnątrzklasowa była jak najmniejsza lub wariancja międzyklasowa była jak największa. Obliczenie wariancji międzyklasowej wymaga mniejszego nakładu obliczeniowego, niż w przypadku optymalizacji wariancji wewnątrzklasowej. 
W progowaniu czasami wykorzystywana jest wiedza a priori, np. procentowe pokrycie obrazu obiektami pierwszego planu. Nie istnieje uniwersalna metoda progowania, która będzie najlepsza w każdych warunkach. Skuteczność metody progowania zależy od specyfiki danego obrazu.

## Binaryzacja z podwójnym progiem
Innym rodzajem progowania jest binaryzacja z podwójnym progiem. Podczas takiego progowania wyznaczane są dwa progi jasności. Następnie piksele, których poziom jasności znajduje się pomiędzy tymi progami (o wartościach większych od niższego progu i jednocześnie mniejszych od wyższego progu), przyporządkowywane są do jednej klasy, a pozostałe piksele – do drugiej. Metoda ta może być zastosowana np. do wyznaczania konturów.

## Progowanie wielopoziomowe
Uogólnieniem progowania jako metody binaryzacji jest wieloprogowanie (ang. multithresholding), określane również jako progowanie wielopoziomowe. W przypadku progowania wielopoziomowego wyznacza się większą liczbę progów, dzieląc w ten sposób obraz na więcej niż dwie klasy – rezultatem takiego progowania nie jest zatem obraz binarny.